# نیلوفرهای آبی

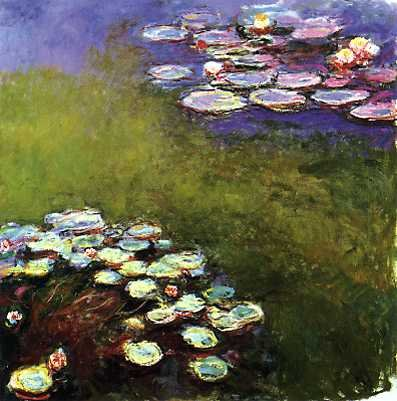
برکه نیلوفرهای آبی اثر نقاش فرانسوی کلود مونه (۱۸۴۰ - ۱۹۲۶ میلادی)

نیلوفرهای آبی مجموعه‌ای شامل حدود ۲۵۰ نقاشی رنگ روغن، اثر نقاش فرانسوی، کلود مونه است. وی این آثار را در نیمه دوم زندگیش با الهام از برکه‌ای که در باغ خانه‌اش در روستای ژیورنی (به فرانسوی: Giverny)(در ساحل شرقی رودخانه سن و در ۷۵ کیلومتری غرب پاریس) قرار داشت، کشید.
این اثر یک نمونه منحصر به فرد از مجموعه نیلوفرهای آبی این نقاش به شمار می‌رود که تاکیدی بر ماهیت دریافتگری بودن سبک کار نقاش است. بر خلاف دیگر آثار مونه (آن دسته از آثاری که در نیمه دوم زندگیش و در گیورنی خلق شده‌است) که پرداختِ نقاش به جزئیات اثر غیرقابل انکار است، در این اثر مونه به میزان قابل توجهی از ریزه کاری‌های کار کاسته‌است و با زبانی ساده، دریافت خود از آسمانی آبی، انعکاس و سطح آب را عرضه کرده‌است.
این اثر که در خلال سال‌های ۱۹۱۴ - ۱۹۱۷ میلادی کشیده شده‌است، هم‌اکنون در موزه هنرهای زیبای سانفرانسیسکو نگهداری می‌شود.
تابلوی برکه نیلوفرهای آبی از کلود مونه در ژوئن ۲۰۰۸ میلادی در حراجی کریستی در لندن به قیمتی حدود ۸۰ میلیون دلار فروخته شد. این بالاترین رقمی است که تاکنون برای اثری از مونه پرداخت شده‌است. حراجی کریستی تخمین زده بود که تابلوی «برکه نیلوفرهای آبی» حدود ۴۷ میلیون دلار فروخته شود. هویت خریدار این اثر اعلام نشده‌است.

## دیگر آثار برکه نیلوفرهای آبی

نیلوفرهای آبی
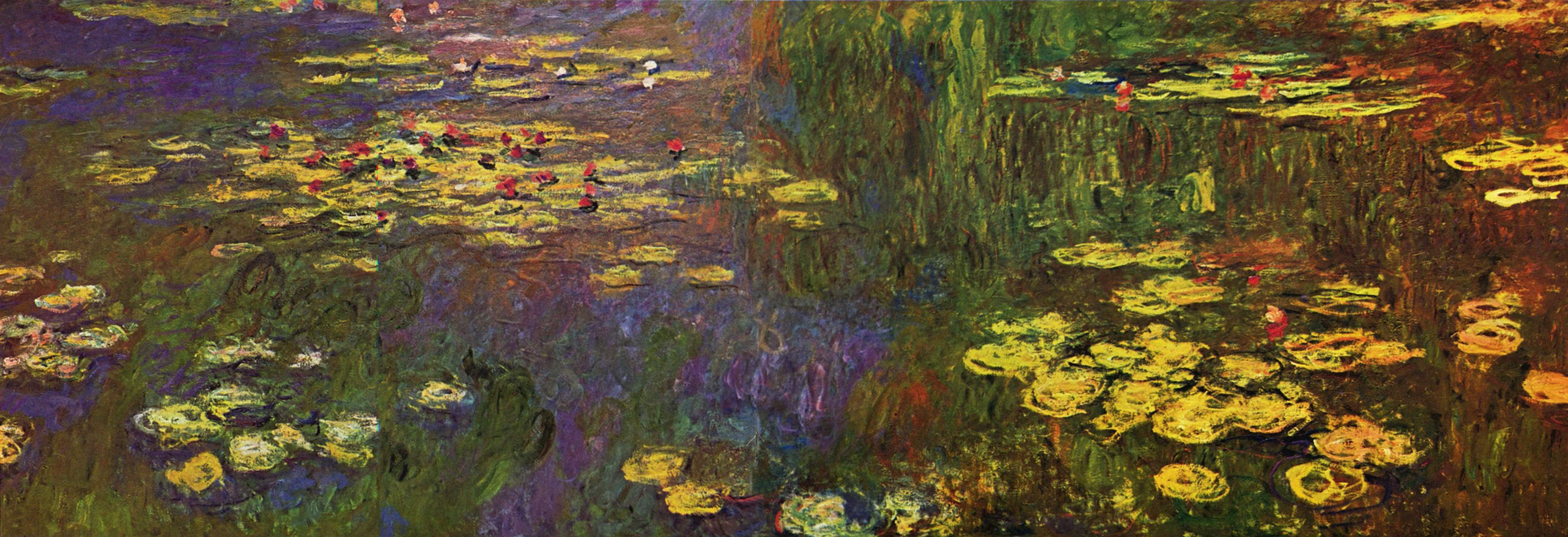
نیلوفرهای آبی، موزه de l'Orangerie، ۱۹۲۰-۱۹۲۶
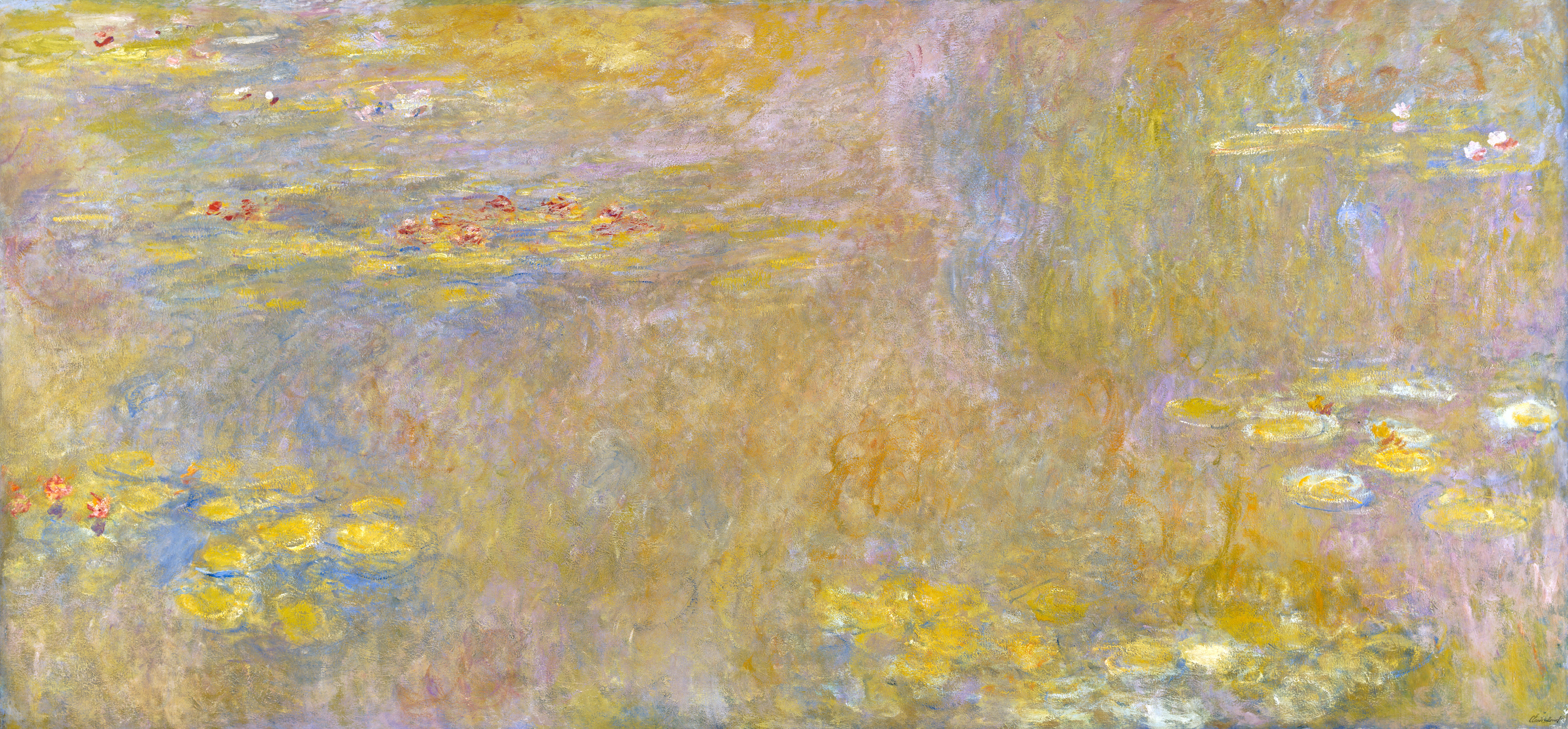
Sea-Roses (نیروانای زرد), نگارخانه ملی لندن، ۱۹۲۰
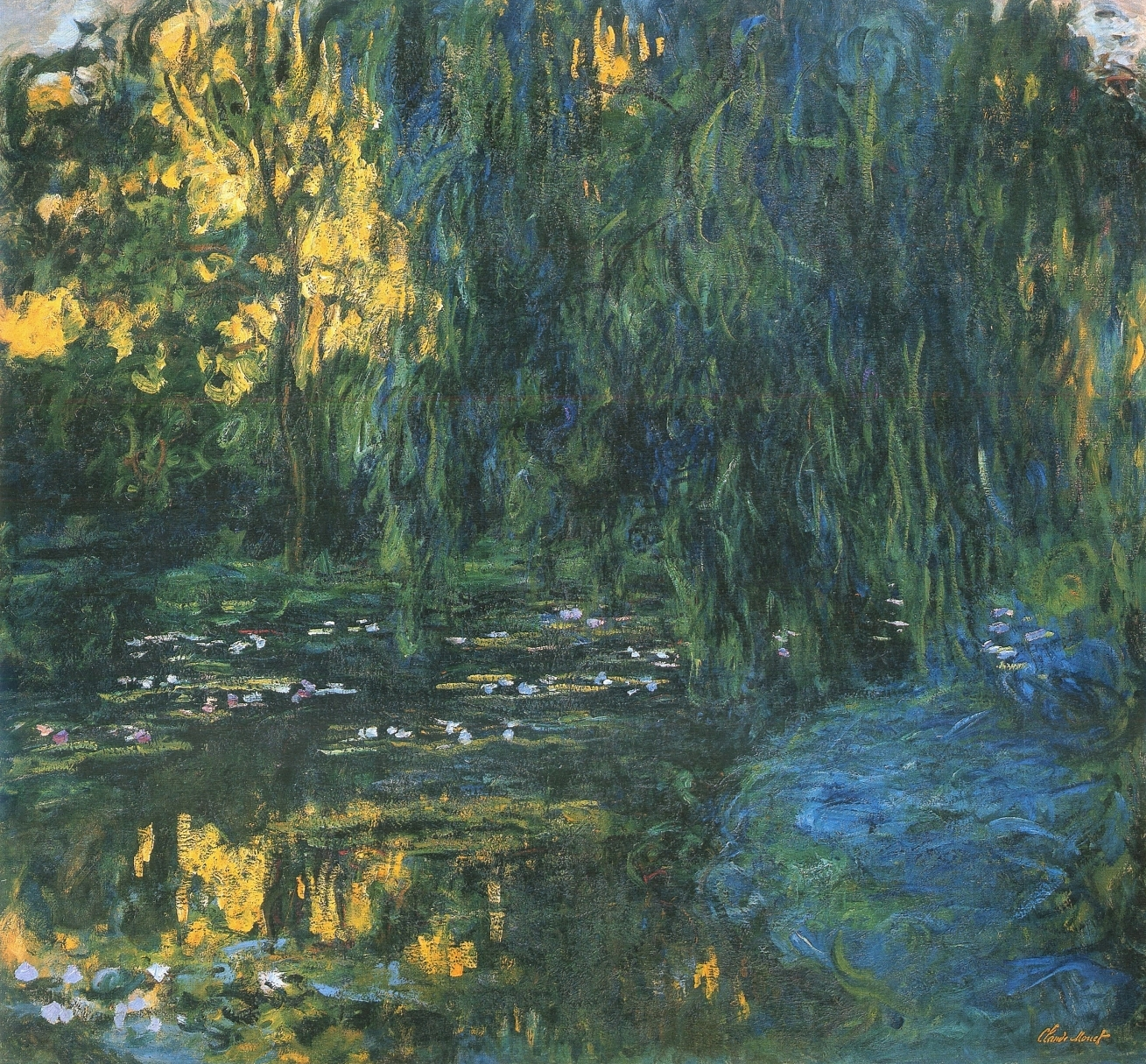
برکه نیلوفر آبی و بید مجنون (۱۹۱۶-۱۹)
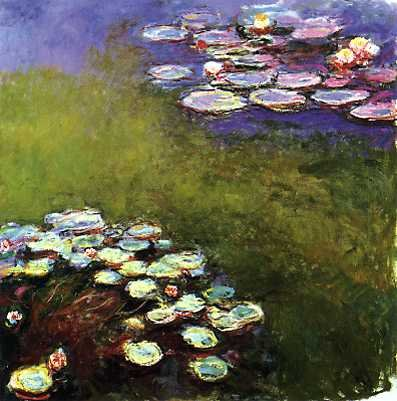
حوری‌ها، موزه Marmottan Monet، ۱۹۱۶
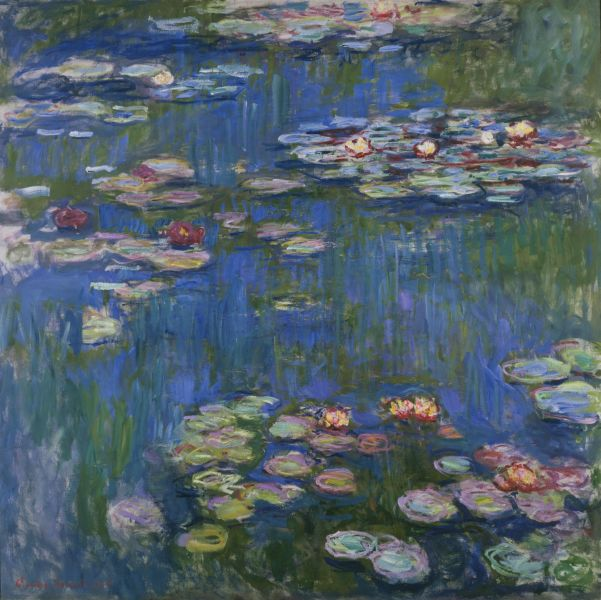
نیلوفرهای آبی، موزه ملی هنر غربی، توکیو، ۱۹۱۶
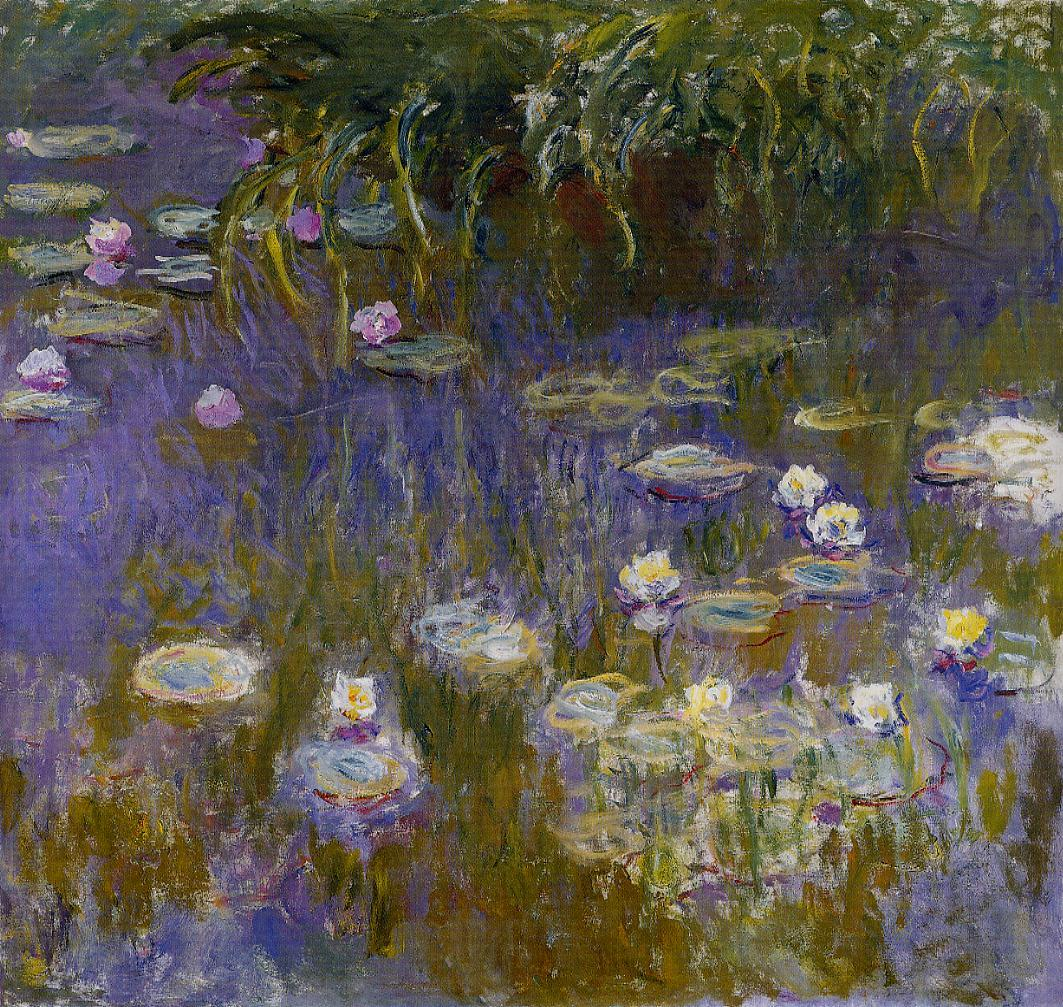
نیلوفرهای آبی، ۱۹۱۴-۱۹۱۷، موزه هنر تولدو
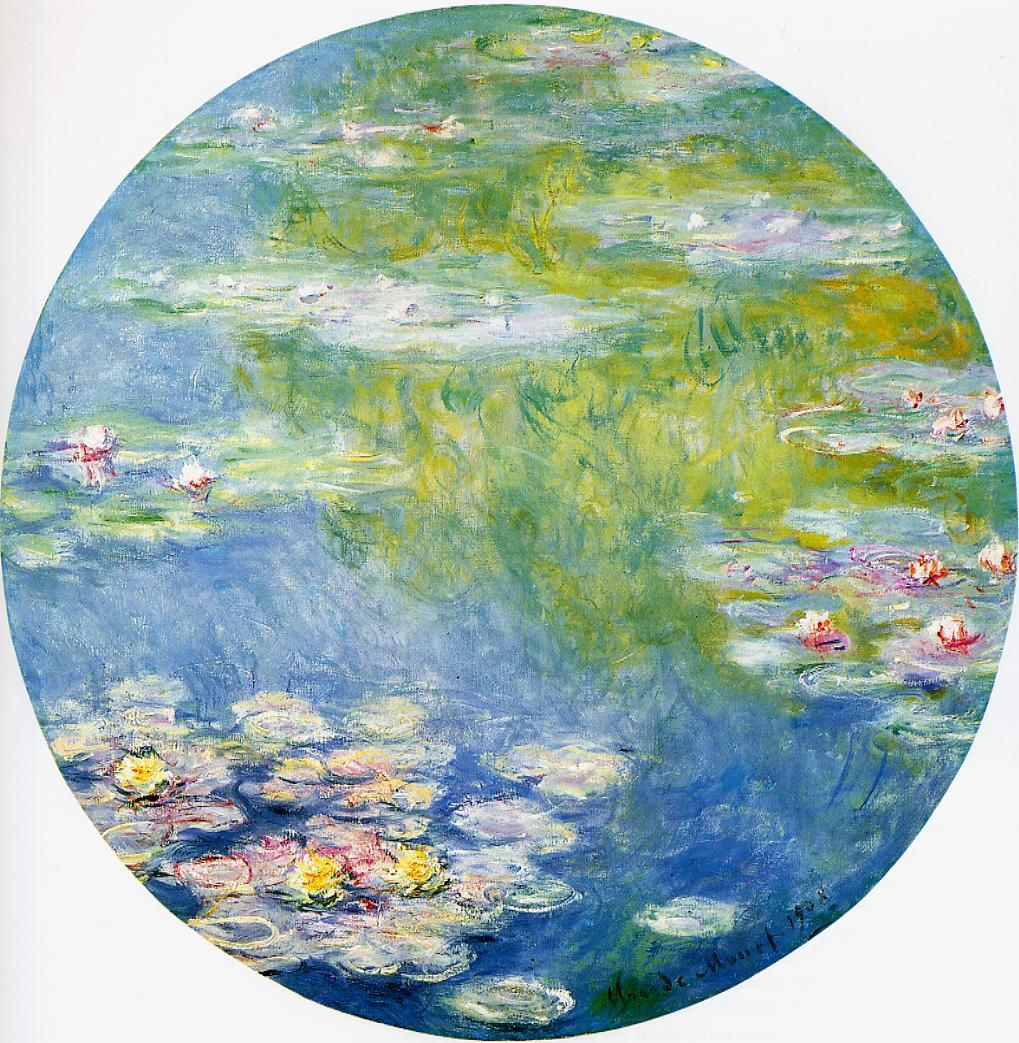
نیلوفرهای آبی، ۱۹۰۸، موزه هنرهای دالاس
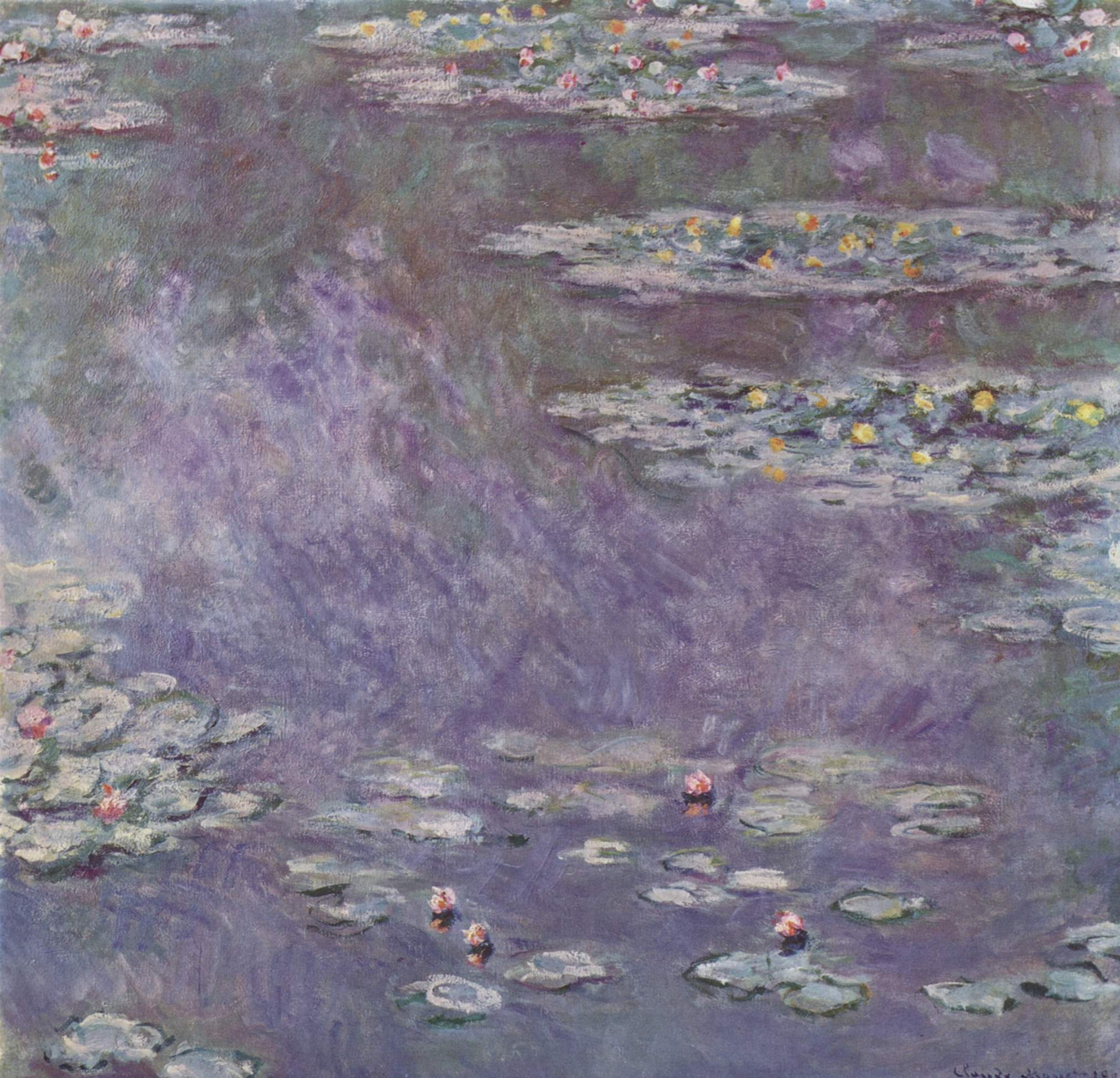
برکه نیلوفر آبی ۱۹۰۸
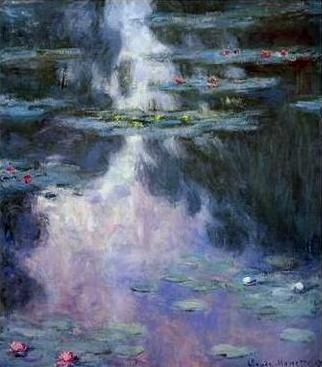
نیلوفرهای آبی، ۱۹۰۷
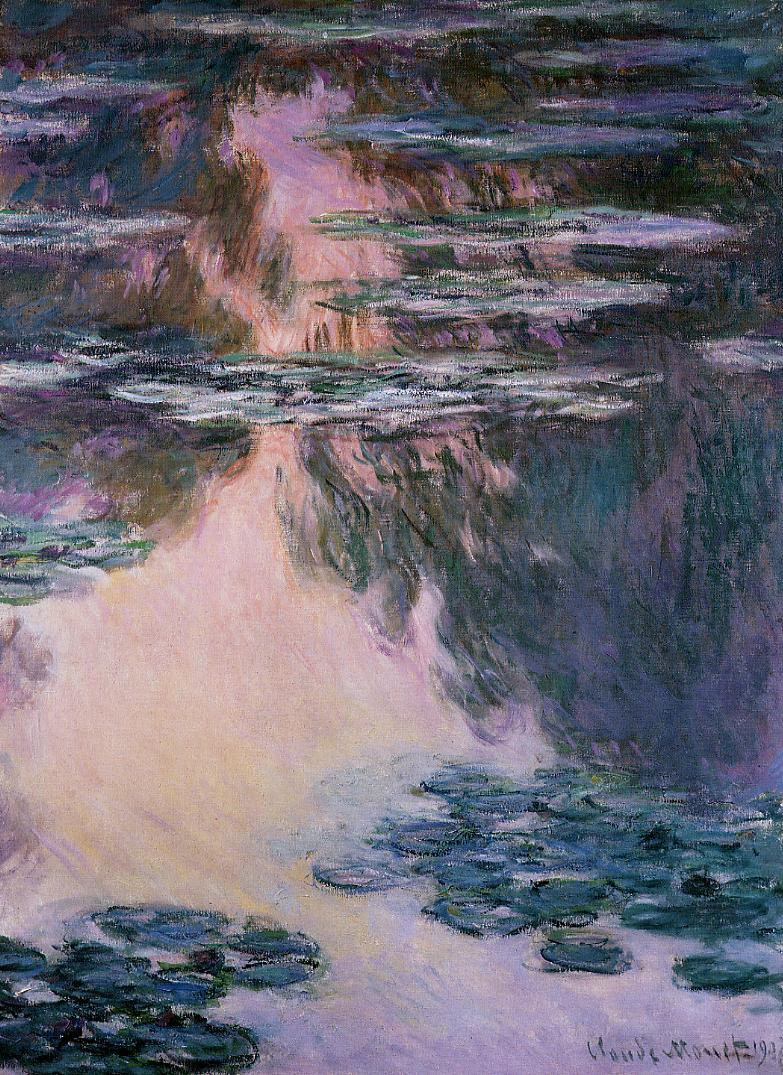
نیلوفرهای آبی، موزه هنر بریجستون، توکیو، ۱۹۰۷
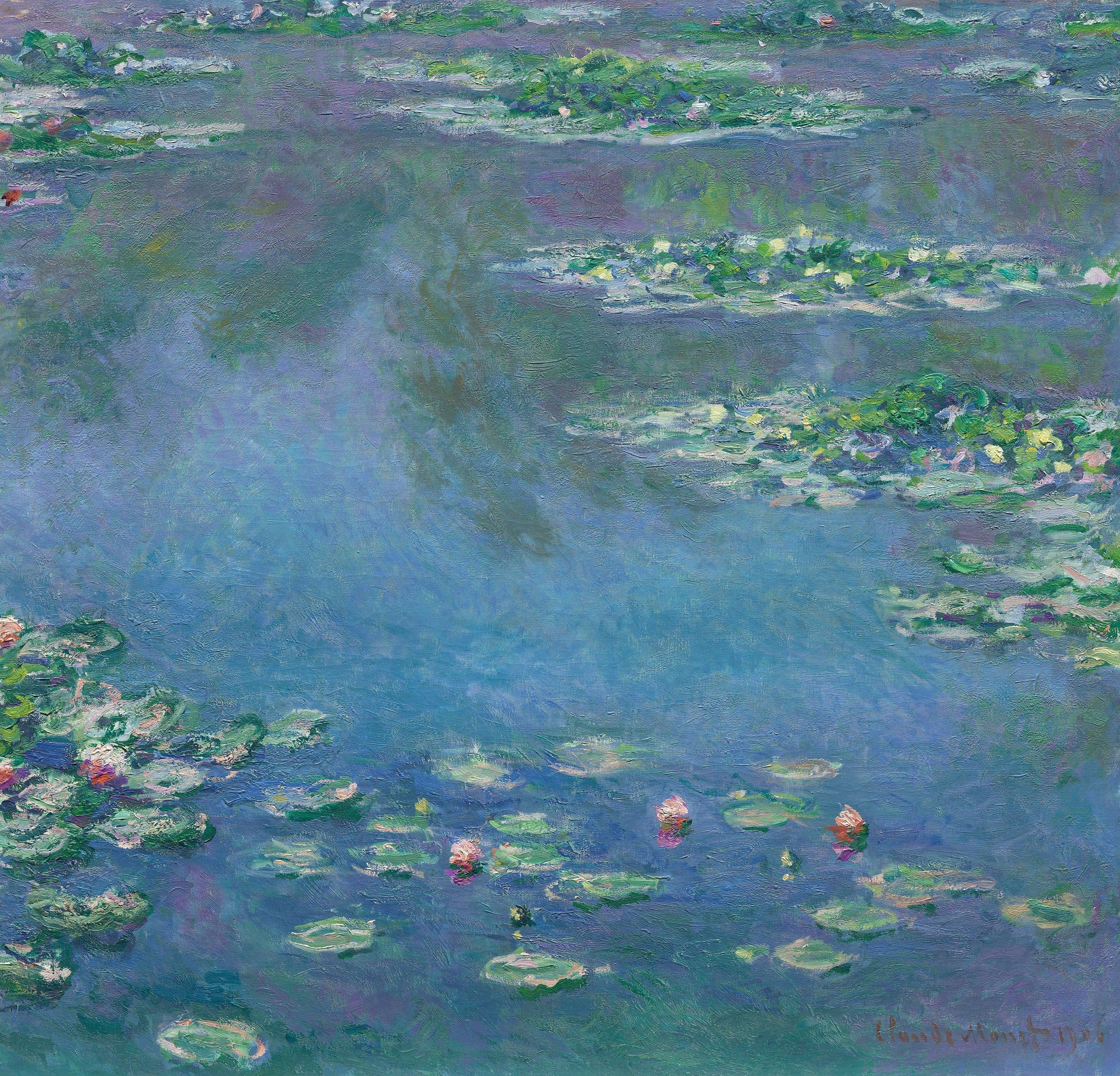
نیلوفرهای آبی، انستیتو هنر شیکاگو، ۱۹۰۶
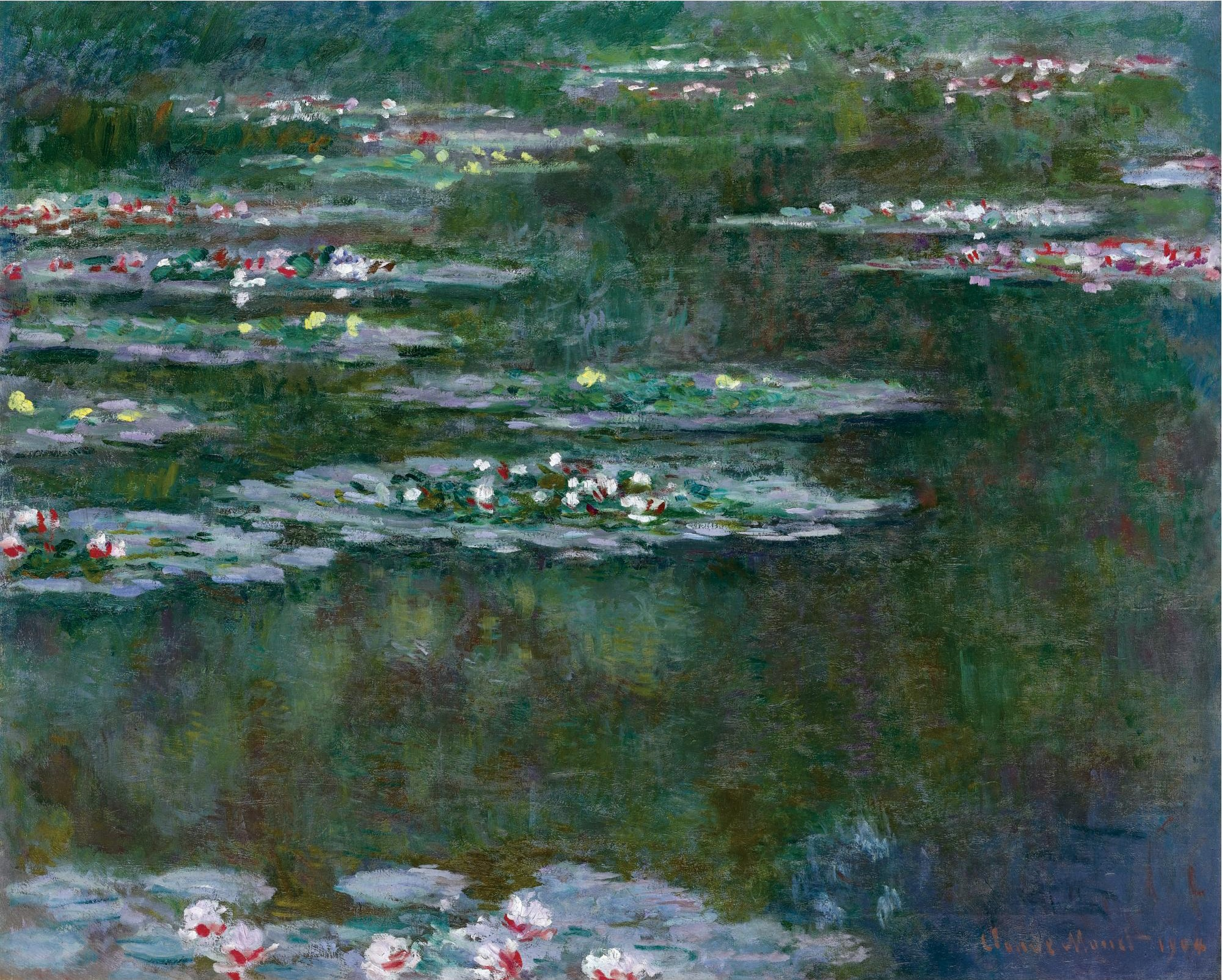
نیلوفرهای آبی، ۱۹۰۴
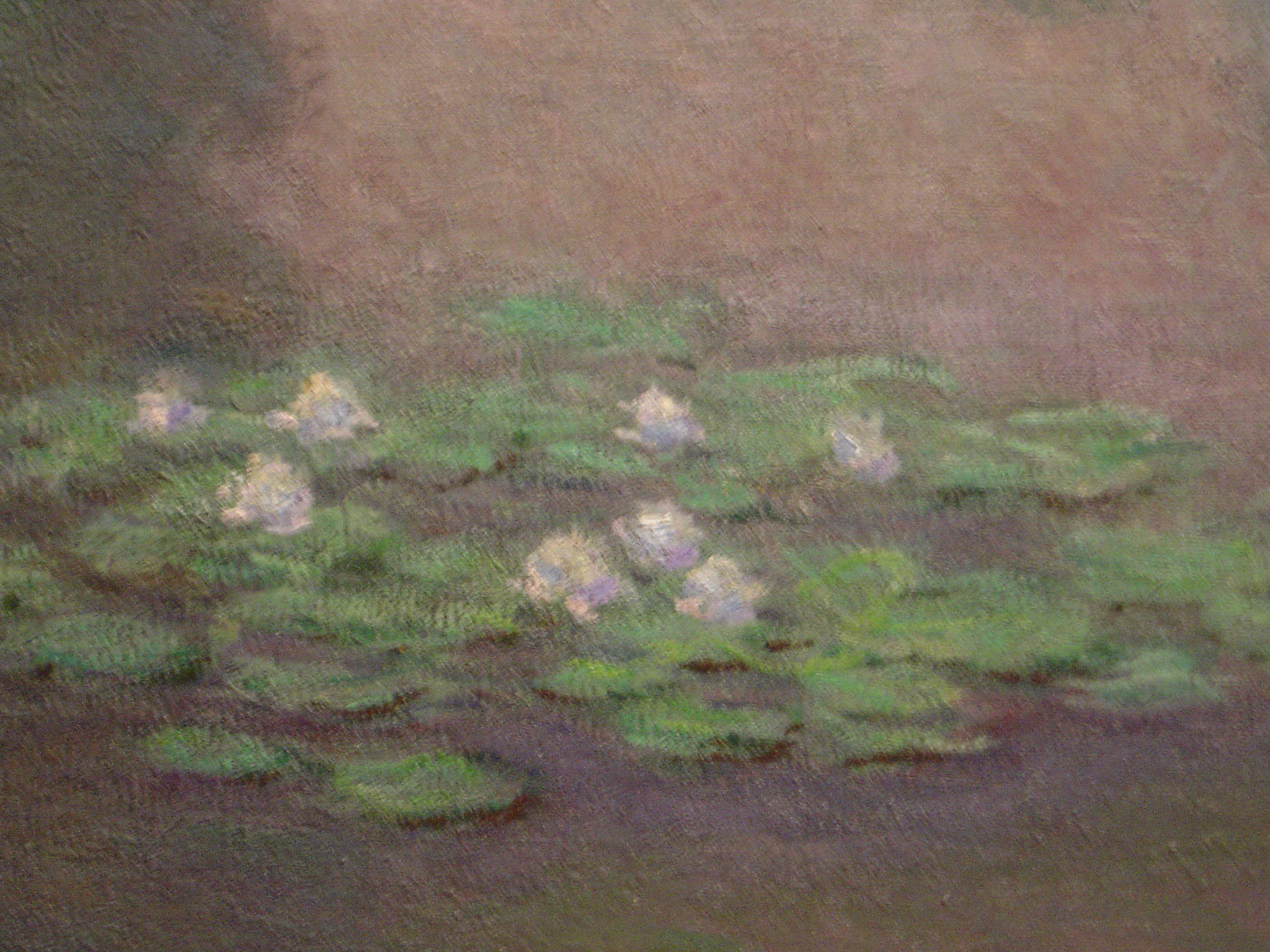
کلوزاپ برکه نیلوفر آبی، یکی از ۱۸ چشم‌انداز برکه، موزه هنرهای زیبای بوستون، ۱۸۹۹
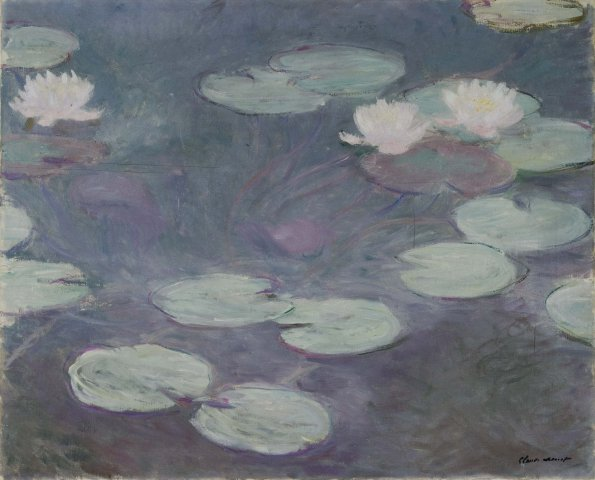
نیلوفرهای آبی، Galleria Nazionale d'Arte Moderna، ۱۸۹۷-۱۸۹۹